# Шераутское сельское поселение
Шераутское се́льское поселе́ние — муниципальное образование в Комсомольском районе Чувашии Российской Федерации.
Административный центр — село Шерауты.

## История
Статус и границы сельского поселения установлены Законом Чувашской Республики от 24 ноября 2004 года № 37 «Об установлении границ муниципальных образований Чувашской Республики и наделении их статусом городского, сельского поселения, муниципального района и городского округа».

## Население
| 2010  | 2012  | 2013  | 2014  | 2015  | 2016  | 2017  |
| ----- | ----- | ----- | ----- | ----- | ----- | ----- |
| 1815  | ↘1765 | ↘1749 | ↘1722 | ↘1696 | ↘1630 | ↘1588 |
| 2018  | 2019  | 2020  | 2021  |       |       |       |
| ↘1574 | ↘1516 | ↘1492 | ↘1452 |       |       |       |

## Состав сельского поселения
| № | Населённый пункт     | Тип населённого пункта       | Население |
| - | -------------------- | ---------------------------- | --------- |
| 1 | Ендоба               | деревня                      | ↗213      |
| 2 | Нижние Бюртли-Шигали | деревня                      | ↗468      |
| 3 | Татарские Шуруты     | деревня                      | ↘266      |
| 4 | Шерауты              | село, административный центр | ↗574      |
| 5 | Шурут-Нурусово       | деревня                      | ↗381      |